# Осуна, Педро Тельес-Хирон
Педро Тельес-Хирон, 3-й герцог Осуна (исп. Pedro Téllez-Girón y Velasco; 17 декабря 1574, Осуна, Испания — 24 сентября 1624, Испания) — испанский сановник из рода Тельес-Хиронов, который занимал пост вице-короля Сицилии (в 1611—16) и вице-короля Неаполя (в 1616-20).

## Биография
Родился в семье 2-го герцога Осуны и дочери 4-го герцога Фриаса. В 1594 г. сочетался в Севилье браком с Каталиной Энрикес, дочерью 2-го герцога Алькала и Хуаны Кортес-и-Суньига — дочери Эрнана Кортеса. Таким образом, в жилах его потомков текла кровь покорителя Мексики.
Учился в университете Саламанки. В молодости путешествовал по Италии, Португалии и Франции, о чём сообщал в письмах своему дяде, 5-му герцогу Фриасу. За увлечение женщинами и драчливость был в 1600 году заключён в замке Аревало. Будучи освобождён по протекции дяди, после очередной скандальной выходки вновь был заточён в замке Куэльяр.
При тайном содействии герцога Фриаса его непоседливый племянник бежал в Испанские Нидерланды, где вступил в армию испанского штатгальтера Альбрехта VII Австрийского в чине рядового, дважды был ранен, в дальнейшем командовал двумя полками и ездил с дипломатическим поручением ко двору Якова I Стюарта.
С началом переговоров о мире герцог Осуна вернулся в 1608 году в Испанию, где был встречен как герой и удостоен ордена Золотого руна. Он стал верным политическим союзником королевского фаворита герцога Лермы. В знак благорасположения его малолетний сын Хуан был обручён с дочерью старшего сына герцога Лермы — герцогиней Уседа.
18 сентября 1610 г., по протекции герцога Лермы, получил назначение на пост вице-короля Сицилии. Вступил в должность 9 марта 1611 г. Снарядил эскадру галер и снискал себе славу успешными действиями против турецкого и алжирского флотов. Так, в губернаторство Тельес-Хирона испанцы одержали важные победы в сражениях при мысе Корво и Селидония.
В 1616 г. герцог Осуна был переведён из Палермо в Неаполь, где посвятил себя неприкрытому стяжательству. Заносчивость нового наместника восстановила против него всю местную аристократию, а в 1618 г. венецианцы заявили о раскрытии заговора Бедемара, обвинив герцога Осуну в том, что он якобы готовил нападение испанского флота на Серениссиму.
В попытке укрепить пошатнувшиеся позиции испанской короны герцог Осуна ввёл в Неаполь 12-тысячный контингент. Бремя содержания этого гарнизона легло на неаполитанских нобилей, которые слали к испанскому двору полные негодования письма.
После падения герцога Лермы в 1620 году герцог Осуна был обвинён в попытке отложиться от метрополии и объявить себя королём Неаполя. Он сдал свои обязанности двоюродному брату, кардиналу Борджиа, и спешно вернулся в Испанию, где был заключён в тюрьму.
Герцог Осуна, прозванный льстецами «великим Петром» (Pedro el Grande) и «великим Осуной» (Osuna el Grande), наиболее заметный след оставил как покровитель испанской культуры Золотого века. В Неаполе его придворным живописцем был Хосе де Рибера. Выдающийся поэт Кеведо служил у него секретарём и, по некоторым сведениям, написал его биографию, оставшуюся неопубликованной. Многие забавные истории из жизни Осуны известны из сочинения Грегорио Лети, напечатанного в 1699 году. Герцог Осуна был покровителем итальянского шахматиста Паоло Бои в конце его жизни.